# Dolina Tęczy
Dolina Tęczy (oryg. Rainbow Valley) – powieść autorstwa Lucy Maud Montgomery, siódma część z serii o Ani z Zielonego Wzgórza.

## Fabuła
Minęło piętnaście lat od ślubu Ani Shirley i Gilberta Blythe’a (tzn. powieść zaczyna się ok. 1906 roku). Ania dalej zajmuje się domem i wychowaniem szóstki dzieci. Tymczasem na plebanii, znajdującej się niedaleko domu Blythe’ów, zamieszkuje owdowiały pastor, John Knox Meredith, z czwórką dzieci: Jerrym, Karolem, Florą i Uną, które są przyczyną wielu nieporozumień w Glen St. Mary. Innym ważnym wydarzeniem w wiosce jest adoptowanie przez panią Kornelię sieroty, Marii Vance, która zostaje przyjaciółką dzieci Blythe’ów i Meredithów. Toczy się tu również historia miłosna pana Mereditha i Rozalii (Rosemary) West.

### Dzieci ze Złotego Brzegu
- Jakub Mateusz (Jim) – jedyne żyjące (Joyce żyła tylko jeden dzień) dziecko Ani i Gilberta, które przyszło na świat w Wymarzonym Domku. Jim posiada falujące, rudawe włosy i ciemne, żywe oczy, równy, mały nos po matce i uśmiech ojca. Jest stateczny, śmiały i godny zaufania. Nigdy nie łamie danego słowa. Dobrze się uczy, potrafi wszystko poświęcić dla wiedzy, którą wprawia w podziw rodzeństwo.
- Walter Blythe – przyszedł na świat w Złotym Brzegu. Z wyglądu jest inny niż reszta rodziny. Jest najładniejszy spośród chłopców ze Złotego Brzegu. Ma czarne, gładkie włosy, delikatne rysy twarzy i prześliczne, szare, rozmarzone oczy.  Walter posiada dużą wyobraźnię i kocha piękno. Dokucza mu się w szkole, ponieważ nie rwie się do bójek i czyta książki. Jednak po zwycięskiej bójce z Danem Reesem, chłopcy zaczynają darzyć go szacunkiem. Walter otacza czcią poetów i pragnie kiedyś zostać jednym z nich.
- Ania „Nan” Blythe – nazywana przez wszystkich Nan. Jest wesołą marzycielką. Ma ładną twarz, aksamitne, orzechowe oczy i jedwabiste, ciemnobrązowe włosy. Jest bardzo zgrabna.
- Diana "Di" Blythe – siostra bliźniaczka Nan. Z wyglądu bardzo podobna do matki, dlatego uwielbia ją ojciec. Di ma złociste, rude włosy i szarozielone oczy. Specjalnym uczuciem darzy ją Walter; Di jest jedyną osobą, której brat czyta swoje wiersze i zwierza się ze swych marzeń. Dziewczynka potrafi dotrzymywać tajemnic. Di jest praktyczną osobą z dużym poczuciem humoru.
- Shirley Blythe – ulubieniec Zuzanny (Ania po jego urodzeniu chorowała i to właśnie Zuzanna była przy nim przez pierwsze chwile jego życia). Jest spokojny i nie lubi zbyt dużo rozmawiać. Zuzanna nazywa go "Małym Murzynkiem", ponieważ chłopiec ma brązowe oczy, włosy i cerę.
- Berta Marilla "Rilla" Blythe – najmłodsze dziecko Ani i Gilberta. Ma kasztanowe  włosy, brązowe, śliczne oczy i pulchną figurkę. Jest najładniejsza z dziewcząt ze Złotego Brzegu. Rilla jest bardzo dumna, ale nie ma żadnych większych ambicji.

### Dzieci z plebanii
- Gerald "Jerry" Meredith – najstarszy z rodzeństwa. Ma czarne włosy i oczy, jak ojciec. Chłopiec nigdy nie może nigdzie usiedzieć w miejscu. Jest dobrym przyjacielem Jima i Waltera.
- Flora Meredith – nieco młodsza od Jerry’ego. Ma piwne oczy, ciemne loki i rumiane policzki. Jest optymistką, bardzo często się uśmiecha. Często popada w tarapaty.
- Una Meredith – trzecia w kolejności starszeństwa. Ma  długie, czarne włosy, jasną cerę i smukłą, zgrabną figurę i duże, śliczne, ciemnoniebieskie oczy, z których tchnął nieznany smutek. Una jest nieco brzydsza od swojej siostry, jednak uważano, że dziewczynka w odróżnieniu od Flory posiadała ten prawdziwy czar dziewczęcy i pewien urok osobisty. Una jest wrażliwą i skrytą marzycielką.
- Tomasz Carlyle "Karolek" Meredith – najmłodszy z młodych Meredithów. Ma błękitne oczy swojej matki i jasne włosy o złocistym połysku. Lubi kolekcjonować rozmaite małe zwierzątka i owady. Marzy, być zostać człowiekiem zajmującym się ochroną środowiska. Karolek jest dobrym przyjacielem, godnym zaufania. Zawsze dotrzymuje danego słowa.